# Earlshall Castle

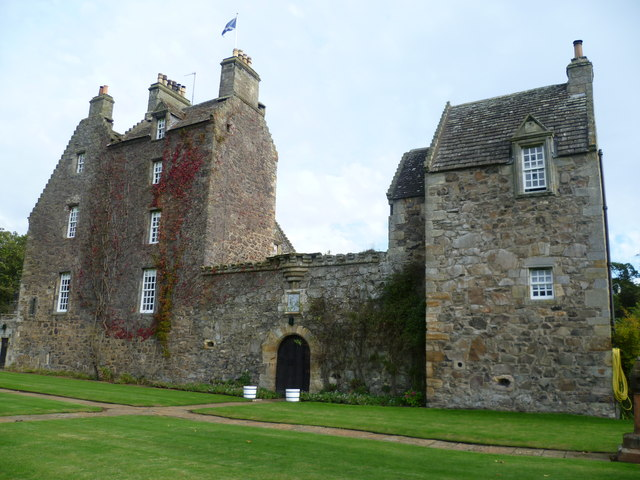
Earlshall Castle

Earlshall Castle ist ein Herrenhaus in der schottischen Ortschaft Leuchars in der Council Area Fife.

## Geschichte
Das Herrenhaus wurde im Jahre 1546 für William Bruce erbaut. Im Laufe des 17. Jahrhunderts wurde der Südflügel hinzugefügt. Auch die Gemäldegalerie an der Holzdecke der Halle entstand in diesem Jahrhundert, vermutlich zwischen 1617 und 1620. Sie wurde um 1873 restauriert. Auch Earlshall Castle wurde 1890 als ruinös beschrieben. Die Restauration um diese Zeit führte Robert Lorimer aus.

## Beschreibung
Earlshall Castle steht weitgehend isoliert am Ostrand von Leuchars. Ursprünglich wies der dreistöckige Bruchsteinbau einen L-förmigen Grundriss auf. Im Gebäudeinnenwinkel tritt ein gerundeter Treppenturm heraus. Ein elliptisch gerundeter Turm springt an der Nordostseite hervor. Der an der Südseite ergänzte, ebenfalls dreistöckige, jedoch niedrigere Turm ist über eine Blendmauer mit dem Herrenhaus verbunden. Oberhalb des in die Mauer eingelassenen Rundbogenportals zeigt eine Platte das Wappen der Bruce’. Ein weiterer Anbau ist einstöckig ausgeführt.

## Taubenhaus

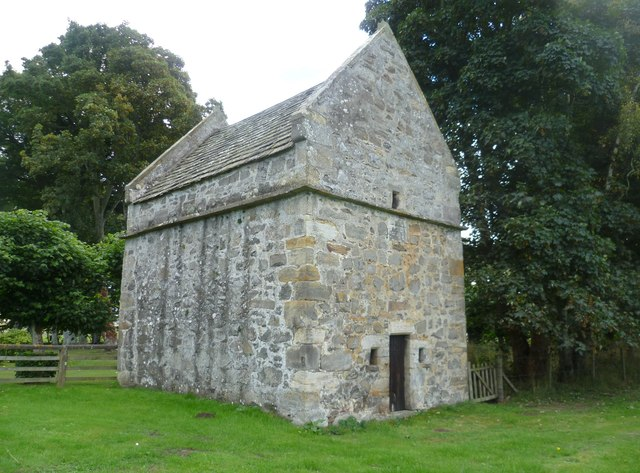
Taubenhaus von Earlshall Castle

Das aus dem Jahre 1599 stammende Taubenhaus steht rund 60 m südlich von Earlshall Castle. Der längliche, zweistöckige Bruchsteinbau weist Seitenlängen von 6,8 m beziehungsweise 5 m auf. Die schlichte Eingangstüre befindet sich an der kürzeren Südseite. Flankierende kleine Öffnungen dienten vermutlich als Einfluglöcher. Eine eingesetzte Platte weist das Baujahr sowie das Monogramm „AB“ aus. Das abschließende, steil geneigte Satteldach ist mit Schiefer eingedeckt.

## Schutzstatus
Die für den Denkmalschutz bedeutsamen Baulichkeiten wurden als Listed Building mit unterschiedlichen Stufen ausgewiesen. 1973 wurde das Schloss in die höchste Denkmalkategorie A aufgenommen. Das zugehörige Taubenhaus ist separat als Kategorie-A-Denkmal klassifiziert.

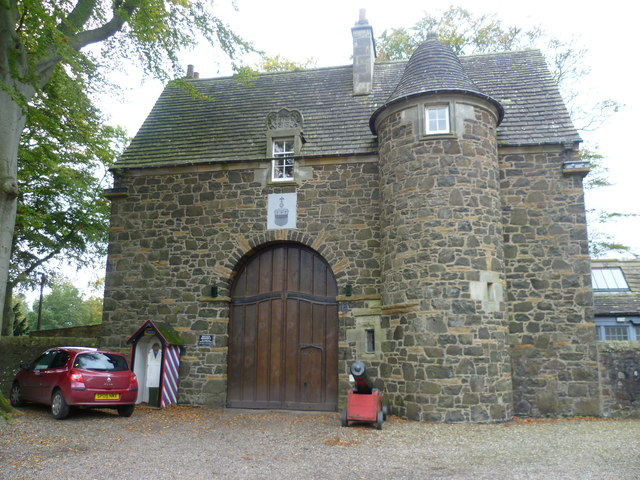
Torgebäude am nördlichen Eingang

In der zweithöchsten Stufe B stehen das Earlshall Lodge, ein Torgebäude am nördlichen Eingang, die Gartenanlage sowie eine Sonnenuhr an deren Ostrand. Eine weitere Sonnenuhr im Westen des Hauptgebäudes ist in der dritthöchsten Stufe C eingestuft.
Außerdem wurden 1987 die Außenanlagen in das Inventory of Gardens and Designed Landscapes in Scotland aufgenommen.